# Hydrellia albifacies
Hydrellia albifacies är en tvåvingeart som först beskrevs av Adams 1905.  Hydrellia albifacies ingår i släktet Hydrellia och familjen vattenflugor.
Artens utbredningsområde är Zimbabwe. Inga underarter finns listade i Catalogue of Life.